# Marselino Ferdinan
Marselino Ferdinan (Jakarta, 9 september 2004) is een Indonesisch voetballer die doorgaans als middenvelder speelt. Hij verruilde in 2024 KMSK Deinze voor Oxford United FC.

## Clubcarrière
Ferdinan begon zijn profcarrière bij Persebaya Surabaya, waar hij op 9 september 2021 zijn debuut maakte tegen Persikabo 1973. Hij speelde in twee seizoenen 34 wedstrijden voor de club, waarbij hij zeven keer scoorde. In januari 2023 verkaste hij naar KMSK Deinze. Hij debuteerde op 25 februari tegen Jong Genk (1-3). Hij scoorde zijn enige goal voor de club op 22 april, tegen RE Virton (3-1). Medio 2024 ging hij naar Oxford United FC, in de Championship. Hij debuteerde voor de club op 11 januari 2025, in de FA Cup tegen Exeter City FC (1-3). Zijn enige competitiewedstrijd van dat seizoen was op 3 mei 2025 tegen Swansea City AFC (3-3).

## Interlandcarrière
Ferdinan debuteerde op 27 januari 2022 voor het Indonesisch voetbalelftal, in een vriendschappelijke interland tegen Oost-Timor (4-1). Hij scoorde zijn eerste doelpunt op 14 juni 2022, in een kwalificatiewedstrijd voor het Aziatisch kampioenschap voetbal 2023 tegen Nepal (7-0). 
Op 19 november 2024 scoorde hij twee keer tegen Saoedi-Arabië, in de kwalificatie voor het WK 2026. Ferdinan is anno 2025 een van de weinige spelers in de Indonesische selectie die in Indonesië is geboren; op 20 maart 2025, tegen Australië (1-5), was hij de enige speler in de basis zonder Nederlands paspoort.

## Statistieken
| Seizoen | Club               | Competitie      | Competitie | Competitie | Beker | Beker | Overig | Overig | Totaal | Totaal |
| Seizoen | Club               | Competitie      | Wed.       | Dlp.       | Wed.  | Dlp.  | Wed.   | Dlp.   | Wed.   | Dlp.   |
| ------- | ------------------ | --------------- | ---------- | ---------- | ----- | ----- | ------ | ------ | ------ | ------ |
| 2021/22 | Persebaya Surabaya | Liga 1          | 23         | 4          | 2     | 0     | 0      | 0      | 25     | 4      |
| 2022/23 | Persebaya Surabaya | Liga 1          | 7          | 3          | 2     | 0     | 0      | 0      | 9      | 3      |
| 2022/23 | KMSK Deinze        | Eerste klasse B | 4          | 1          | 0     | 0     | 0      | 0      | 4      | 1      |
| 2023/24 | KMSK Deinze        | Eerste klasse B | 3          | 0          | 0     | 0     | 0      | 0      | 3      | 0      |
| 2024/25 | Oxford United FC   | Championship    | 1          | 0          | 1     | 0     | 0      | 0      | 2      | 0      |
| Totaal  | Totaal             | Totaal          | 38         | 8          | 5     | 0     | 0      | 0      | 43     | 8      |

Bijgewerkt op 7 juni 2025.